# Маринополь (Днепропетровская область)
Маринополь (укр. Маринопіль) — село,
Павлопольский сельский совет,
Никопольский район,
Днепропетровская область,
Украина.
Код КОАТУУ — 1222985005. Население по переписи 2001 года составляло 131 человек.

## Географическое положение
Село Маринополь находится на левом берегу реки Базавлук,
выше по течению на расстоянии в 3 км расположено село Шевченково,
ниже по течению на расстоянии в 1 км расположено село Шишкино.

## История
- В 1946 г. хутор Мариамполь переименован в Маринополь[3].